# Трескавац
Трескавац је насељено мјесто у општини Рибник, Република Српска, БиХ. Према попису становништва из 1991. у насељу је живјело 130 становника.

## Историја
Ово село се први пут помиње 1351. године у повељи бана Стефана II. Котроманића под именом Триска. Изнад Трескавца се у средњем вијеку налазило утврђење Пролом-Град на које и данас подјсећа топоним Полом или Пролом.

## Становништво
| Националност       | 1991. | 1981. | 1971. | 1961. |
| Срби               | 130   | 185   | 206   | 283   |
| остали и непознато |       |       | 1     | 1     |
| Укупно             | '130  | 185   | 207   | 284   |

| Демографија | Демографија | Демографија |
| Година      | Становника  | Становника  |
| ----------- | ----------- | ----------- |
| 1961.       | 284         |             |
| 1971.       | 207         |             |
| 1981.       | 185         |             |
| 1991.       | 130         |             |